# Người lạ ơi
Người lạ ơi là một bài hát do nhạc sĩ Châu Đăng Khoa soạn nhạc, với sự kết hợp giữa nam ca sĩ Việt Nam Karik và nữ ca sĩ Orange, được phát hành bởi công ty Superbrothers. Bài hát ra mắt ngày 6 tháng 1 năm 2018 trên nền tảng video trực tuyến YouTube và nhanh chóng trở thành một hiện tượng âm nhạc Việt Nam, phá vỡ hàng loạt kỷ lục nhạc Việt và giữ vị trí đứng đầu bảng xếp hạng âm nhạc #zingchart trong 7 tuần liên tiếp. Mặc dù vấp phải những tranh cãi về sao chép ý tưởng, tuy nhiên "Người lạ ơi" vẫn giành hai giải "Bài hát của năm" và "Ca khúc hiện tượng" tại giải Zing Music Awards 2018 và Làn Sóng Xanh, đồng thời đưa tên tuổi của nữ ca sĩ Orange đến gần hơn với công chúng.
Tính đến ngày 8 tháng 10 năm 2021, "Người lạ ơi" có 210 triệu lượt xem trên YouTube, xếp thứ 17 trên tổng số 50 video ca nhạc có nhiều lượt xem nhất mọi thời đại ở Việt Nam.

## Hoàn cảnh ra đời và sáng tác
Bài hát "Người lạ ơi" do nhạc sĩ Châu Đăng Khoa sáng tác dành tặng riêng cho Orange sau khi cô tham gia cuộc thi hát do anh tổ chức. Sau đó, nhạc sĩ Châu Đăng Khoa mời nam ca sĩ Karik tham gia viết lời bài hát. Ca khúc là sự kết hợp giữa giai điệu R&B và một chút hiphop.

## Phát hành và quảng bá
Ngày 31 tháng 12 năm 2017, nam ca sĩ Karik đăng tải dòng status tri ân fan hâm mộ nhân dịp bước qua năm mới, kèm bức ảnh anh đang đứng trong một rừng thông cạnh túp lều. Đây là một phân cảnh trong MV "Người lạ ơi". Ngày 5 tháng 1 năm 2018, ca sĩ Orange đăng tải một hình ảnh trên trang cá nhân. Trong ảnh, cô nhuộm tóc màu vàng, khoác áo màu đỏ và đứng trên đồng cỏ xanh, kèm theo đó là dòng trạng thái "Để lần yếu đuối này là lần cuối thôi...", úp mở về sự ra mắt của bài hát. Cùng ngày, Orange tiếp tục đăng status với nội dung "Mai 7 giờ tối đón xem MV nha mọi người", kèm theo một bức ảnh đề tên MV là "Người lạ ơi". Karik sau đó cũng đăng status hẹn khán giả 7 giờ, kèm theo poster chính thức của ca khúc. Ngày 6 tháng 1 năm 2018, MV "Người lạ ơi" được đăng tải trên nền tảng YouTube.

## Diễn biến thương mại
Sau 24h ra mắt, "Người lạ ơi" lọt top trending YouTube và cán mốc 1 triệu lượt xem trên nền tảng này, đồng thời vươn lên vị trí thứ nhất bảng xếp hạng âm nhạc #zingchart. Sau 48h, ca khúc cán mốc 6 triệu lượt xem và vươn lên vị trí #1 tab thịnh hành YouTube. Sau 10 ngày phát hành, ca khúc có 84 triệu lượt nghe, đồng thời chạm đỉnh #zingchart 157 lần, xô đổ kỷ lục của "Em gái mưa", trở thành ca khúc đạt 50 triệu lượt nghe nhanh nhất lịch sử bảng xếp hạng âm nhạc này, cũng như giữ vững vị trí này trong 7 tuần liên tiếp. Sau 2 tuần phát hành, ca khúc vượt qua "Em gái mưa" khi chạm mốc 100 triệu lượt nghe nhanh nhất, chạm đỉnh #zingchart 184 lần. Sau 55 ngày ra mắt, ca khúc cán mốc 200 triệu lượt nghe, chạm đỉnh #zingchat 220 lần, trở thành ca khúc có lượng người nghe vượt mốc 200 triệu nhanh nhất lịch sử âm nhạc Việt Nam. Trên nền tảng YouTube, "Người lạ ơi" đạt 100 lượt xem sau 38 ngày, phá vỡ kỷ lục 59 ngày mà "Nơi này có anh" của Sơn Tùng M-TP tạo ra trước đó. Ngày 2 tháng 6, MV "Người lạ ơi" trở thành video ca nhạc thứ tư tại Việt Nam đạt mốc 150 triệu lượt xem, và cũng là video ca nhạc đạt mốc này nhanh nhất lịch sử Vpop. Sau khoảng 2 năm 10 tháng phát hành, MV chính thức cán mốc 200 triệu lượt xem trên YouTube.
Lý giải về thành công của bài hát, chuyên trang Thời Trang Trẻ của báo Thanh Niên cho rằng: "Thành công của "Người lạ ơi" đến từ giai điệu bắt tai, phối hợp phần rap mạnh mẽ của Karik cùng giọng hát ma mị, cuốn hút của Orange, và quan trọng không kém đó là công thổi hồn vào ca khúc của bộ đôi Superbrothers gồm Nemo và Châu Đăng Khoa. Sau thành công của MV, nhạc sĩ Châu Đăng Khoa tiếp tục ra mắt phiên bản solo của "Người lạ ơi" do Orange thể hiện.

## Tiếp nhận và ảnh hưởng
Sau khi ra mắt, "Người lạ ơi" đã trở thành cơn sốt trên mạng xã hội và thành trend với giới trẻ, đồng thời được nhiều ca sĩ nhạc Việt cover lại. Ca khúc cũng giúp Superbrothers đạt nút bạc sau 6 ngày phát hành. Nam ca sĩ Karik tiết lộ cát sê của anh đã tăng hơn ba lần sau thành công của bài hát. Chưa dừng lại ở đó, "Người lạ ơi" còn giúp Orange trở thành Nghệ sĩ châu Á mới xuất sắc nhất tại Giải thưởng Âm nhạc Châu Á Mnet, đồng thời giúp tên tuổi cô trở nên nổi tiếng trong nền âm nhạc Việt Nam.
"Người lạ ơi" cũng được lấy cảm hứng để thực hiện một bộ phim điện ảnh cùng tên ra mắt năm 2017. Tuy nhiên phim này không được đánh giá cao.

## Tranh cãi
Năm 2019, "Người lạ ơi" vướng phải bê bối sao chép ý tưởng từ tập thơ Những nỗi buồn không tên xuất bản năm 2016 của tác giả Linh Linh. Bên cạnh đó, ca khúc còn được cho là sao chép nhạc hai ca khúc "What If" của Robin Wesley và "Anh vẫn nhớ" của Nah. Mặc dù bị nghi ngờ đạo nhạc và loại khỏi bảng đề cử chính thức của Giải Cống hiến, nhưng "Người lạ ơi" vẫn đoạt giải Bài hát của năm tại giải thưởng trực tuyến Zing Music Awards 2018, đồng thời giành giải "Ca khúc hiện tượng" tại giải Làn Sóng Xanh.